# Zneužití práva
Zneužitím práva se rozumí použití určité právní normy v rozporu (či nikoli v souladu) s jejím účelem. Jde tedy o jednání zdánlivě dovolené, kterým má být dosaženo výsledku nedovoleného, resp. o tzv. obcházení zákona (obcházení jeho ducha a smyslu), aby se záměrně dosáhlo výsledku právní normou nepředvídaného a nežádoucího.

## Zneužití práva v ústavních a mezinárodněprávních dokumentech
Mezinárodní smlouvy, listiny základních práv a svobod a další obdobné dokumenty často obsahují výslovný zákaz výkladu jejich jednotlivých ustanovení takovým způsobem, který by byl v rozporu s účelem a smyslem těchto ustanovení.
Listina základních práv a svobod, v čl. 4, odst. 4 říká: Při používání ustanovení o mezích základních práv a svobod musí být šetřeno jejich podstaty a smyslu. Taková omezení nesmějí být zneužívána k jiným účelům, než pro které byla stanovena. E. Wágnerová k tomu uvádí: Tímto odstavcem je formulována nejzazší (tj. ne vždy uplatnitelná) možná mez pro omezení základních práv tak, že vždy musí být šetřeno jejich podstaty a smyslu s tím, že omezení nesmí být zneužíváno k jiným účelům, než pro které bylo stanoveno.
Listina základních práv EU zakazuje zneužití práv v ní obsažených v čl. 54 takto: Žádné ustanovení této listiny nesmí být vykládáno tak, jako by dávalo jakékoli právo vyvíjet činnost nebo dopustit se činu zaměřeného na zmaření kteréhokoli z práv a svobod uznaných v této listině nebo na jejich omezení ve větším rozsahu, než tato listina stanoví.

## Zneužití práva v občanském právu
Občanský zákoník upravuje zneužití práva v § 8: Zjevné zneužití práva nepožívá právní ochrany. Výkon práva je nepřípustný tehdy, jestliže je nepoctivý a nelze jej schvalovat (exceptio dalli praesentis).
Zneužití práva může mít různou podobu:
- Jde o výkon práva, jehož základem není zájem hodný ochrany, např. jde o situaci, kdy smyslem jednání je znevýhodnění druhé strany či třetí osoby.
- Nepoctivé získání právního postavení (např. jednání, jež přináší věřiteli výhody a dlužníku nevýhody, jež by při poctivém jednání nevznikly).
- Jde o výkon práva, jež slouží k získání neoprávněných zájmů.
- Rozporuplné jednání ke škodě druhé strany nebo třetích osob znamenající porušení závazků loajality a dobré víry.
- Výjimečně lze takto hodnotit jednání, při němž oprávněnému vzniká újma v důsledku porušení jeho vlastních povinností.[7]

## Zneužití práva v daňovém právu
Zneužití subjektivního daňového práva je chování, jehož cílem je snížit maximálně daňovou povinnost. Na rozdíl o krácení daně ho ale není možné označit za trestný čin nebo za správní delikt. Daňové orgány ho pouze mají právo nevzít v úvahu při vyměřování daňové povinnosti.
Nejznámějším případem zneužití práva v daňovém právu je kauza tzv. Potápěčů. Jisté osoby založily občanské sdružení, kterému poskytly charitativní dary a odečetly si je ze základu daně; členy onoho sdružení však byly tytéž osoby a tímto způsobem tedy financovaly sportovní aktivity svoje, svých dětí a blízkých příbuzných. Správce daně hodnotu darů odmítl uznat a následně doměřil daň z příjmů fyzických osob, jako kdyby tyto dary vůbec nebyly poskytnuty. Případ byl řešen Nejvyšším správním soudem, který označil zmíněné jednání za zneužití práva a potvrdil stanovisko správce daně: Založí-li osoby, mezi nimiž existují úzké příbuzenské vazby, spolek za tím účelem, aby prostřednictvím darů věnovaných tomuto spolku financovaly sportovní, kulturní a vzdělávací aktivity svých dětí, je nutno s ohledem na okolnosti případu vždy zvážit, zda odečtení hodnoty takového daru od základu daně podle § 15 odst. 8 zákona ČNR č. 586/1992 Sb., o daních z příjmů, není zneužitím práva. Názor Nejvyššího správního soudu později potvrdil i Ústavní soud.
Možnost aplikovat zneužití práva v právu daňovém (veřejném) však neuznává Ondrýsek. Ten poukazuje na neaplikovatelnost závěrů civilistiky pro zásadní rozdíl mezi právem soukromým a právem veřejným. Nadto se závěry civilistiky opírají výhradně o Knappa, jehož názory jsou poplatné své době (ke kritice jeho osoby viz předmluvu ke knize Komunistické právo v Československu). Zásadní jsou dle Ondrýska také dopady v praxi, kdy ze zneužití práva se stal způsob, jak si soudní moc exponenciálně rostoucím tempem uzurpuje moc zákonodárnou. Důsledkem tak je nadužívání zneužití práva všude tam, kde se soudce nechce podvolit dopadům čl. 95 odst. 1 Ústavy, což je v právním státě nepřípustné.

## Zneužívání práva při vymáhání bagatelních dluhů
Po zavedení institutu soukromých exekutorů došlo v ČR k rozmachu tzv. byznysu s pohledávkami, jehož podstatu popsal např. Tomáš Sokol: Finanční výhodnost přilákala úplně jiný druh lidí. Ti si spočítali, že i když koupí drobné pohledávky za sto procent jejich hodnoty a vymůžou i jen třetinu, ale budou mít v partě advokáta, který k té vymožené třetině přidá vymoženou odměnu za zastoupení, pořád se na tom dá krásně vydělat. A tak vznikly vymahačské firmy.
Ziskovost byla umožněna také tím, že soudy tolerovaly nespojování (či dokonce tzv. drobení) pohledávek. Jak uvádí Otakar Kořínek: V praxi často dochází k situaci, kdy tentýž dlužník dluží témuž věřiteli ze stejného nebo obdobného právního titulu více samostatných pohledávek. Pro každou jednotlivou pohledávku bylo donedávna zpravidla zahajováno samostatné exekuční řízení. To se odráželo ve výši nákladů takového řízení, kdy jak náklady exekuce, tak náklady oprávněného spočívající většinou v nákladech právního zastoupení byly stanovovány a vymáhány samostatně. Výsledkem byla samozřejmě velice negativní mediální reakce spočívající v obvinění jak exekutorů, tak v menší míře samotných oprávněných, že tímto způsobem uměle navyšují náklady řízení z důvodu dosažení nepřiměřeného zisku. Docházelo k případům, kdy spolu s původním dluhem v řádu několika stovek či tisíc korun byly vymáhány náklady exekuce a právního zastoupení v řádu statisíců.
Tento postup byl Ústavním soudem ČR opakovaně označen za zneužití práva, např. v nálezu ze 7. 6. 2011, sp. zn. II. ÚS 2780/10: Přestože soudnímu exekutorovi žádný právní předpis explicitně nepřikazuje, aby věci, které spolu po všech stránkách souvisejí, spojil, je takový postup z důvodu hospodárnosti řízení (§ 112 o. s. ř.) i z důvodu výše zmiňované minimalizace zásahů do základního práva na vlastnictví povinného nanejvýš žádoucí. K individuálnímu rozhodování v jednotlivých věcech lze přistoupit tak, aby nebyl porušen čl. 36 Listiny pouze tehdy, je-li takový postup rozumně odůvodnitelný. V postupu soudního exekutora a následném rozhodnutí Městského soudu v Brně spatřuje Ústavní soud zneužití práva, které představuje zásah do práva stěžovatele na minimalizaci zásahů vyplývajícího z čl. 1 odst. 1 Ústavy. Dále také v nálezu ze 16. 1. 2012, sp. zn. IV. ÚS 1881/11: Povinnost počínat si tak, aby v exekučním řízení nevznikaly zbytečně vynaložené náklady zatěžující povinného, stíhá i oprávněného. Ústavní soud je dalek toho, aby obhajoval či naváděl dlužníky k vyhýbání se plnění jejich povinností, nicméně neúčelně vynaložené náklady by se neměly stát faktickou sankcí vůči povinnému a neměly by ani představovat nepřiměřený zdroj zisku pro stranu oprávněnou nebo exekutora. Z toho plyne, že i sám oprávněný je povinen zvážit nutnost vedení samostatných exekučních řízení, resp. důvodnost podání samostatných návrhů na nařízení exekuce na majetek téhož povinného.

## Příbuzné pojmy
- Obcházení zákona
- Šikana
- Právní pozitivismus – Co je legální, je také legitimní – tato (nesprávná, leč oblíbená) interpretace právně pozitivistického přístupu může vést např. k úvaze, že je legální a legitimní vymáhat exekučním řízením dluh ve výši 1 Kč,[18] byť je velmi obtížné si představit dlužníka, který by se záměrně vyhýbal zaplacení takovéhoto dluhu.
- Jazykový výklad zákona – Ústavní soud ve své judikatuře opakovaně zdůrazňuje, že „naprosto neudržitelným momentem používání práva je jeho aplikace vycházející pouze z jeho jazykového výkladu. Jazykový výklad představuje pouze prvotní přiblížení se k aplikované právní normě. Je pouze východiskem pro objasnění a ujasnění si jejího smyslu a účelu (k čemuž slouží i řada dalších postupů, jako logický a systematický výklad, výklad e ratione legis atd.).“[19]
- Zneužití pravomoci úřední osoby – trestný čin dle § 329 trestního zákoníku.[20]